# جک هوکسی
جک هوکسی (انگلیسی: Jack Hoxie؛ ۱۱ ژانویهٔ ۱۸۸۵ – ۲۸ مارس ۱۹۶۵) یک هنرپیشه اهل ایالات متحده آمریکا بود.

## گزیده فیلمشناسی
از فیلم‌ها یا برنامه‌های تلویزیونی که وی در آن نقش داشته‌است می‌توان به آثار زیر اشاره کرد.
- طلا (فیلم ۱۹۳۲) (۱۹۳۲)